# Frederic Lamond
Frederic Archibald Lamond (Glasgow, 28 gennaio 1868 – Stirling, 21 febbraio 1948) è stato un pianista e compositore scozzese e il secondo allievo superstite di Franz Liszt.

## Primi anni
Lamond nacque a Glasgow, in Scozia. Dopo aver esaurito le risorse della sua città natale, continuò i suoi studi musicali all'estero in Germania sotto Max Schwarz e Hans von Bülow. Studiò con Franz Liszt a Weimar e Roma nel 1885 e a Londra nel 1886. Nello stesso anno conobbe anche Johannes Brahms, che lo esercitò nelle sue opere. Lamond si avvicinò anche a Anton Rubinstein in Germania, ascoltandolo mentre componeva le sue opere e incontrò successivamente in Russia nel 1890.

## Carriera
Oltre a diventare uno dei primi sostenitori delle opere per pianoforte di Brahms, Lamond era considerato la principale autorità del suo tempo relativamente alla musica per pianoforte di Beethoven, prima di Artur Schnabel e che Breitkopf & Härtel pubblicassero la loro edizione di sonate per pianoforte. Nel 1893 Lamond fu invitato da Vasily Safonov a Mosca per suonare il primo concerto di pianoforte di Tchaikovsky in si bemolle minore, op. 23, su richiesta del compositore. Mentre si trovava in Russia, incontrò Alexander Scriabin, di cui in seguito suonò la Seconda Sonata, op. 19. Negli anni '20 e '30, registrò molte opere di Beethoven (tra cui una registrazione acustica del concerto "Emperor" con la direzione di Eugène Goossens, HMV) e Liszt, nonché diverse opere minori di altri compositori. Sebbene non fosse il più grande dei tecnici dell'epoca delle sue registrazioni - le recensioni dei suoi primi anni lodano la sua precisione e la sua bravura in tali difficili opere come le Variazioni su un tema di Paganini di Brahms, op. 35 - il suo grazioso fraseggio e il tono del canto.

## Anni successivi
Lamond sposò nel 1904 l'attrice austriaca Irene Triesch (1877-1964).
Nonostante la sua tecnica fosse in declino, continuò a tenere concerti fino alla fine della sua vita e si trovava a Praga nel 1938 quando i nazisti invasero la Cecoslovacchia. Costretto a lasciare la maggior parte delle sue cose, tra cui un romanzo incompiuto, si recò in Inghilterra. Un amico ha più tardi raccontato la fuga di Lamond quando fu fermato al confine di Eger: "Un ufficiale della Gestapo insisteva nel vedere il suo passaporto. "Potete vederlo, disse, "ma non vi permetterò di tenerlo in mano". L'ufficiale poi gli chiese: "Sei un ariano?" A cui Lamond rispose: "No, sono una scimmia!" Lamond era un uomo coraggiosamente schietto che non avrebbe sopportato nessuna sciocchezza".
Lamond fu un insegnante molto rispettato, tra i suoi allievi ebbe Gunnar Johansen, Jan Chiapusso, Ervin Nyiregyházi e Victor Borge. Morì all'età di ottanta anni, a Stirling.